# Limacina helicina
Limacina helicina is een slakkensoort uit de familie van de Limacinidae. De wetenschappelijke naam van de soort werd voor het eerst geldig gepubliceerd in 1774 door Phipps.